# Бубляєва Валентина Михайлівна
Валентина Михайлівна Бубляєва (1893, село Лученская Горка Тихвінського повіту Новгородської губернії, тепер територія Бокситогорського району Ленінградської області, Російська Федерація — ?) — радянська державна діячка, вчителька російської мови та літератури Тихвінської середньої школи № 1 Ленінградської області. Депутат Верховної ради СРСР 2-го скликання.

## Життєпис
У 1912 році закінчила Тихвінську жіночу гімназію. 
З 1912 року — вчителька початкової школи села Лазаревичі
Потім — слухачка Вищих жіночих Бестужевських курсів у Санкт-Петербурзі, студентка історико-філологічного факультету Петербурзького університету
З 1921 року — вчителька російської мови та літератури Тихвінської середньої школи № 1 Ленінградської області.
Член ВКП(б). Очолювала партійну організацію Тихвінської середньої школи № 1.
Подальша доля невідома.

## Нагороди і звання
- орден Леніна (4.05.1939)
- орден Трудового Червоного Прапора
- медалі
- Заслужений вчитель школи РРФСР